# Manor F1 Team
Manor Racing, ook bekend als Manor, was een Brits Formule 1 raceteam, opgericht door John Booth. Onder de vlag van Manor Motorsport nam Manor ook deel in 2016 aan het FIA World Endurance Championship.

## Achtergrond
Manor was vooral bekend vanwege de deelname in de Formule Renault 2.0. In deze klasse had het team in het verleden een aantal (voormalig) Formule 1-coureurs opgeleid. Kimi Räikkönen, Lewis Hamilton en Antonio Pizzonia maakten in het verleden deel uit van het team.
In 2007 werd het team deels overgenomen, waardoor het Formule Renault-team de nieuwe naam Manor Competition kreeg. Manor Motorsport bleef de naam van het team dat deelneemt aan de Formule 3 Euroseries.
Nadat het team tussen 2010 en 2014 aan de Formule 1 had deelgenomen onder de namen Virgin Racing en Marussia F1 Team, werd er wegens de slechte financiële situatie besloten om na de Grand Prix van Rusland van 2014 niet terug te keren op de startgrid en hiermee niet deel te nemen aan de Grands Prix van de Verenigde Staten, Brazilië en Abu Dhabi. Marussia F1 werd overgenomen door Manor Motorsport na het uiteenvallen van moederbedrijf Marussia Motors.

## Geschiedenis

### Seizoen 2015
Op 19 februari 2015 werd bekendgemaakt dat Manor Motorsport niet langer onder curatele stond en dat er plannen werden gemaakt om, onder de naam Manor Marussia F1 Team, deel te nemen aan de Formule 1 in 2015. Teambaas John Booth en president Graeme Lowdon zouden het team blijven leiden. Deze poging om terug te keren in de Formule 1 was voor een groot deel te danken aan de zakenman Stephen Fitzpatrick, die het team had gekocht. Als voorzitter werd Justin King aangesteld. 

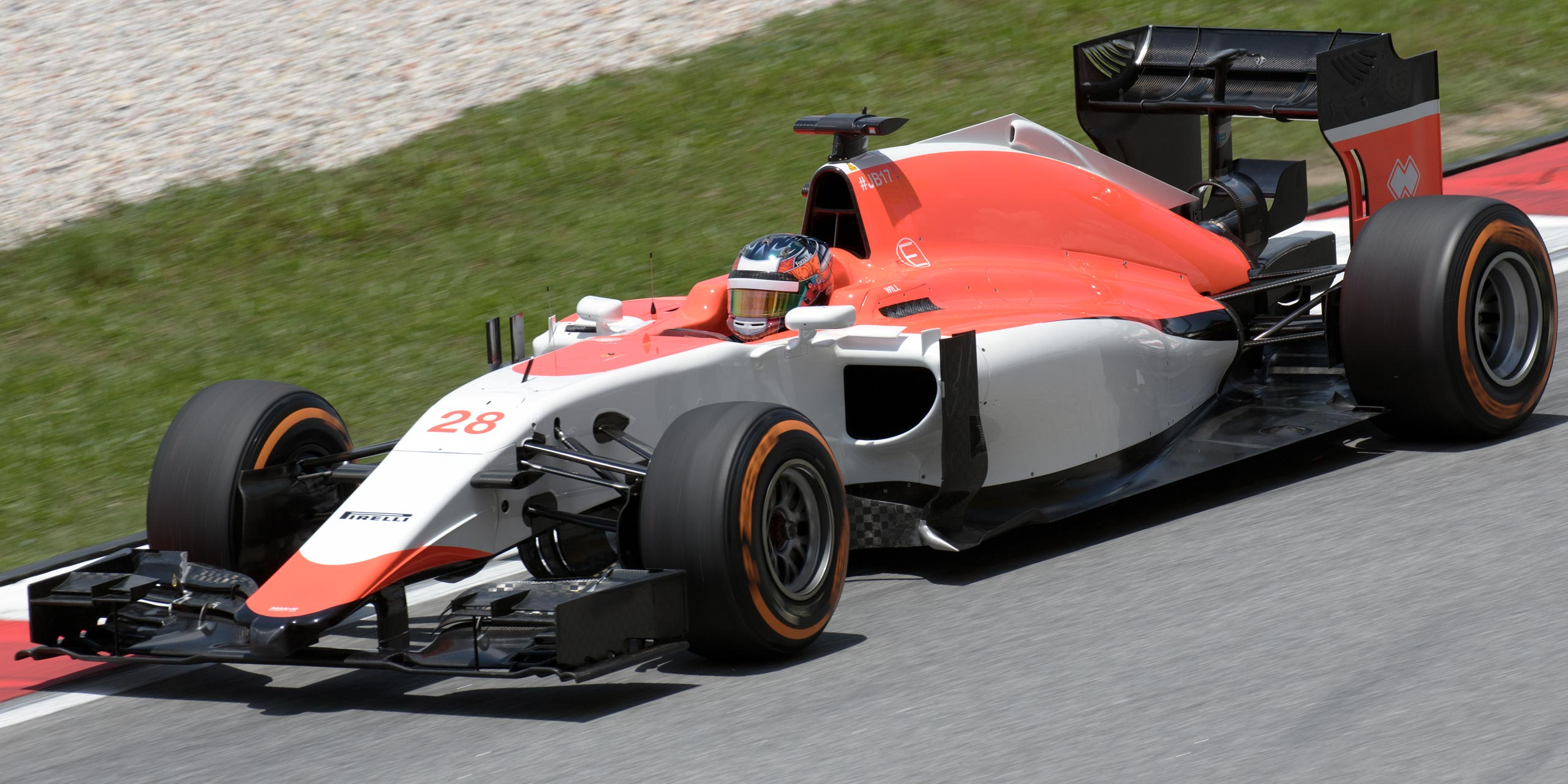
Will Stevens in een sponsorloze auto tijdens de Grote Prijs van Maleisië 2015

Omdat het voor Manor niet mogelijk zou zijn om een volledig nieuw chassis te ontwerpen voor de start van het 2015 seizoen, deed het team een verzoek om deel te mogen nemen met gebruik van het 2014 chassis. Dit verzoek werd echter door de overige Formule 1 constructeurs afgewezen, nadat het Force India F1 Team tegen had gestemd. Dit laatste werd echter ontkend door Force India. Uiteindelijk startte Manor het nieuwe seizoen met een, aan de 2015 regels, gemodificeerde versie van hun 2014 wagen. Het team was van plan om halverwege het seizoen een nieuwe auto gereed te hebben, maar uiteindelijk werd besloten om dit uit te stellen naar 2016. Op 25 februari werd door het team bekendgemaakt dat Will Stevens voor de duur van één jaar was gecontracteerd als coureur. Op 9 maart werd Roberto Merhi vastgelegd als tweede coureur. Ook Jordan King - zoon van de voorzitter - en werd vastgelegd als respectievelijk ontwikkelingscoureur. 

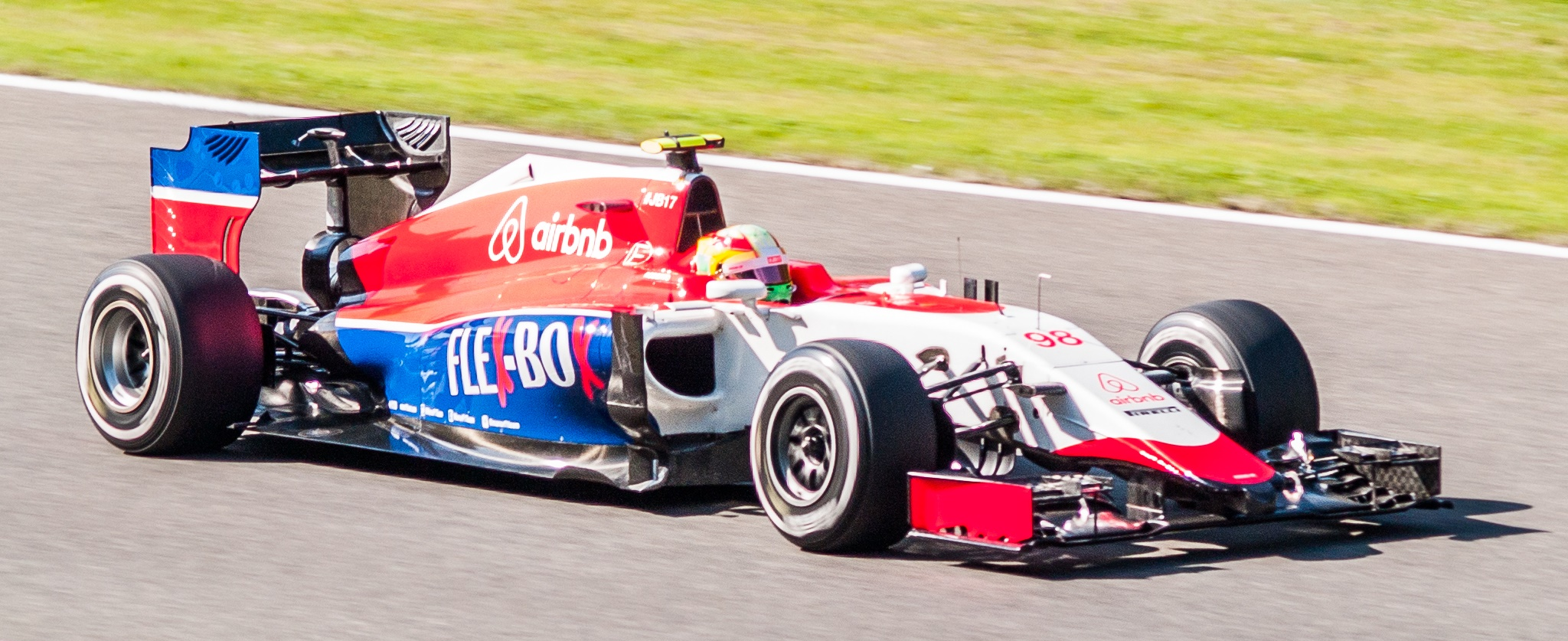
Roberto Merhi met de nieuwe livery tijdens de Grote Prijs van België 2015

Voor de Grand Prix Formule 1 van Canada 2015 maakte het team bekend dat Fabio Leimer een contract had getekend als reservecoureur. Daarnaast wist Manor ook het gebied van de technische staf een slag te slaan. Bob Bell, voorheen werkzaam bij onder meer Renault F1 Team en Mercedes AMG Petronas Formula One Team, kreeg de functie van adviseur, terwijl Gianluca Pisanello en Luca Furbatto werden aangesteld als hoofdengineer en hoofdontwerper. In dezelfde periode wist Manor enkele nieuwe partners aan zich te binden, namelijk Airbnb en Flexbox. Als gevolg hiervan verschenen de namen Airbnb op de motorkap en Flexbox op de sidepods. De sidepods veranderden van wit naar blauw.
Op 16 september 2015 maakte Manor bekend dat coureur Alexander Rossi vijf van de resterende Grands Prix van 2015 voor zijn rekening zou gaan nemen.  Rossi ging racen in de Grand Prix van Singapore, Japan, Amerika, Mexico en Brazilië. Roberto Merhi nam de overige Grand Prix (Rusland & Abu Dhabi) voor zijn rekening. Alexander Rossi koos voor startnummer 53.
In november 2015 maakte sportief directeur Graeme Lowdon bekend dat zowel hij als teambaas John Booth het team na het 2015 seizoen gaan verlaten. Manor stelde hierop voormalige sportief directeur van McLaren Dave Ryan aan als nieuwe race director.

### Seizoen 2016

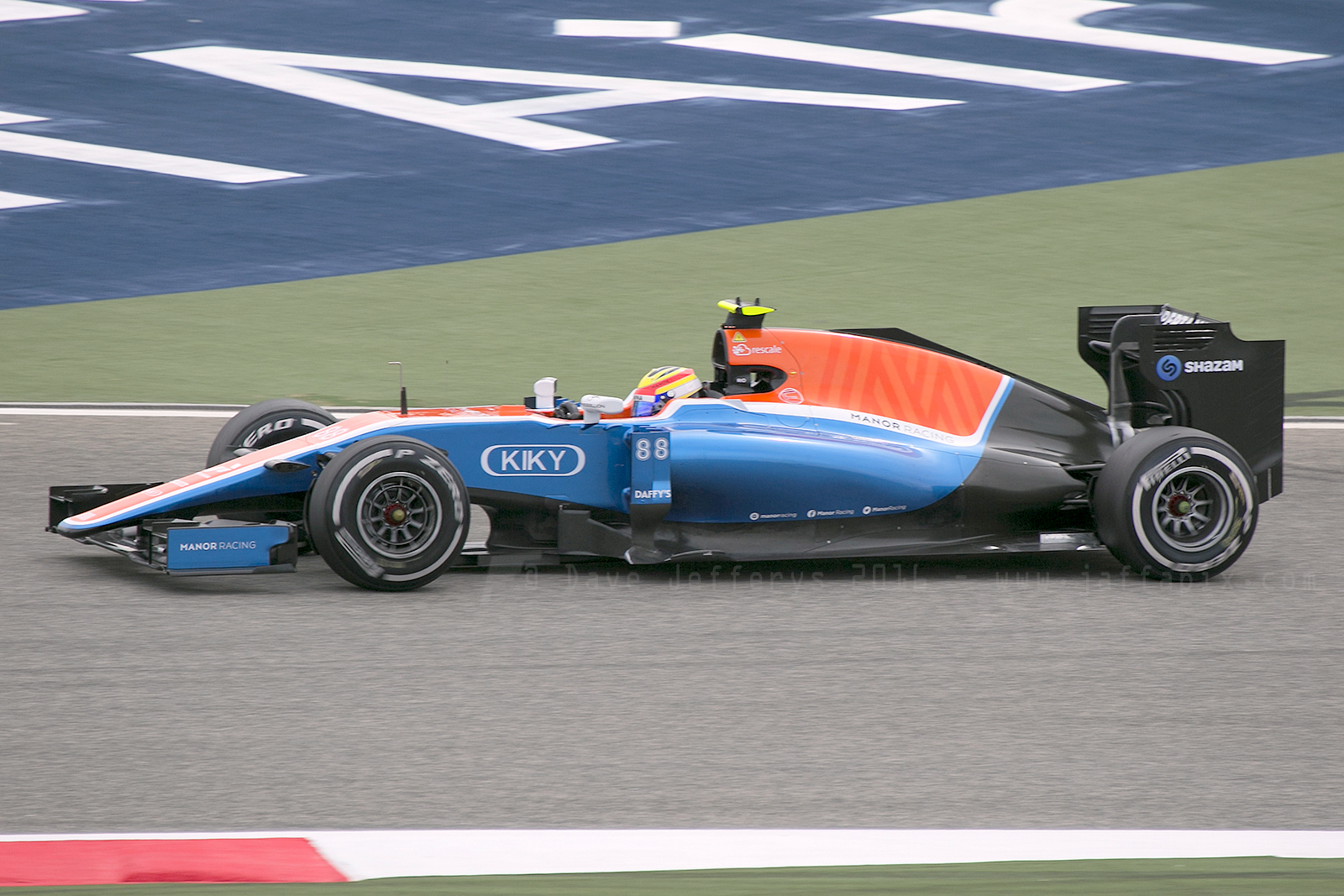
Rio Haryanto met de Manor MRT05 tijdens de Grote Prijs van Bahrein 2016

In oktober 2015 maakte toenmalig Manor-teambaas John Booth bekend dat het team vanaf het seizoen 2016 gebruik zal maken van Mercedes-Benz motoren. Daarnaast hernieuwde men de samenwerking met het Williams-team. In 2016 zal Manor bij dit team de versnellingsbakken en ophangingscomponenten afnemen.
Ook de technische staf van het team onderging veranderingen voor de start van het nieuwe seizoen: op 15 januari maakte het team bekend dat het voormalig Benetton, McLaren en Ferrari ontwerper Nicholas Tombazis had vastgelegd als hoofd aerodynamica en tien dagen later kwam ook Pat Fry het team versterken als adviseur. Hoofdengineer Gianluca Pisanello maakte daarentegen zijn afscheid bekend op 20 januari. Op 10 februari werd de eerste coureur van het team bekend, de regerend DTM-kampioen Pascal Wehrlein maakt zijn Formule 1-debuut. Manor liet een week later, op 18 februari, weten dat Rio Haryanto de teamgenoot wordt van Wehrlein. Hij is hiermee de eerste Indonesiër in de Formule 1. Hij kon echter niet voldoende geld inbrengen voor een volledig seizoen en werd vanaf de Grand Prix van België vervangen door Esteban Ocon.

### 2017 financiële problemen
In januari 2017 werd bekend dat het team in financiële problemen was gekomen en onder curatele werd gesteld, deelname aan het seizoen 2017 werd hierdoor erg onzeker. Op 27 januari 2017 werd bevestigd dat het team failliet is verklaard en niet deel zal nemen aan het seizoen 2017.

## Resultaten
| Resultaat                       |
| ------------------------------- |
| Winnaar                         |
| Tweede plaats                   |
| Derde plaats                    |
| Gefinisht (punten behaald)      |
| Gefinisht (geen punten behaald) |
| Niet geklasseerd (NC)           |
| Uitgevallen (DNF)               |
| Niet gekwalificeerd (DNQ)       |
| Gediskwalificeerd (DSQ)         |
| Niet gestart (DNS)              |
| Gewond (INJ)                    |
| Uitgesloten (EX)                |
| Teruggetrokken (WD)             |
| Niet deelgenomen (blanco cel)   |
| P Pole position                 |
| S Snelste ronde                 |

| Jaar | Chassis        | Motor                       | Banden | Coureurs        | 1   | 2   | 3   | 4   | 5   | 6   | 7   | 8   | 9   | 10  | 11  | 12  | 13  | 14  | 15  | 16  | 17  | 18  | 19  | 20  | 21  | Punten | WK-plaats |
| ---- | -------------- | --------------------------- | ------ | --------------- | --- | --- | --- | --- | --- | --- | --- | --- | --- | --- | --- | --- | --- | --- | --- | --- | --- | --- | --- | --- | --- | ------ | --------- |
| 2015 | Marussia MR03B | Ferrari 059/3 V6 Turbo      | P      |                 | AUS | MAL | CHN | BHR | ESP | MON | CAN | AUT | GBR | HUN | BEL | ITA | SIN | JPN | RUS | USA | MEX | BRA | ABU |     |     | 0      | 10        |
| 2015 | Marussia MR03B | Ferrari 059/3 V6 Turbo      | P      | Will Stevens    | DNS | DNQ | 15  | 16  | 17  | 17  | 17  | DNF | 13  | 16  | 16  | 15  | 15  | 19  | 14  | DNF | 16  | 17  | 18  |     |     | 0      | 10        |
| 2015 | Marussia MR03B | Ferrari 059/3 V6 Turbo      | P      | Roberto Merhi   | DNS | 15  | 16  | 17  | 18  | 16  | DNF | 14  | 12  | 15  | 15  | 16  |     |     | 13  |     |     |     | 19  |     |     | 0      | 10        |
| 2015 | Marussia MR03B | Ferrari 059/3 V6 Turbo      | P      | Alexander Rossi |     |     |     |     |     |     |     |     |     |     |     |     | 14  | 18  |     | 12  | 15  | 18  |     |     |     | 0      | 10        |
| 2016 | Manor MRT05    | Mercedes-Benz PU106C Hybrid | P      |                 | AUS | BHR | CHN | RUS | ESP | MON | CAN | EUR | AUT | GBR | HUN | GER | BEL | ITA | SIN | MAL | JPN | USA | MEX | BRA | ABU | 1      | 11        |
| 2016 | Manor MRT05    | Mercedes-Benz PU106C Hybrid | P      | Rio Haryanto    | DNF | 17  | 21  | DNF | 17  | 15  | 19  | 18  | 16  | DNF | 21  | 20  |     |     |     |     |     |     |     |     |     | 1      | 11        |
| 2016 | Manor MRT05    | Mercedes-Benz PU106C Hybrid | P      | Pascal Wehrlein | 16  | 13  | 18  | 18  | 16  | 14  | 17  | DNF | 10  | DNF | 19  | 17  | DNF | DNF | 16  | 15  | 22  | 17  | DNF | 15  | 14  | 1      | 11        |
| 2016 | Manor MRT05    | Mercedes-Benz PU106C Hybrid | P      | Esteban Ocon    |     |     |     |     |     |     |     |     |     |     |     |     | 16  | 18  | 18  | 16  | 21  | 18  | 21  | 12  | 13  | 1      | 11        |
| Jaar | Chassis        | Motor                       | Banden | Coureurs        | 1   | 2   | 3   | 4   | 5   | 6   | 7   | 8   | 9   | 10  | 11  | 12  | 13  | 14  | 15  | 16  | 17  | 18  | 19  | 20  | 21  | Punten | WK-plaats |

1950 · 1951 · 1952 · 1953 · 1954 · 1955 · 1956 · 1957 · 1958 · 1959 · 1960 · 1961 · 1962 · 1963 · 1964 · 1965 · 1966 · 1967 · 1968 · 1969 · 1970 · 1971 · 1972 · 1973 · 1974 · 1975 · 1976 · 1977 · 1978 · 1979 · 1980 · 1981 · 1982 · 1983 · 1984 · 1985 · 1986 · 1987 · 1988 · 1989 · 1990 · 1991 · 1992 · 1993 · 1994 · 1995 · 1996 · 1997 · 1998 · 1999 · 2000 · 2001 · 2002 · 2003 · 2004 · 2005 · 2006 · 2007 · 2008 · 2009 · 2010 · 2011 · 2012 · 2013 · 2014 · 2015 · 2016 · 2017 · 2018 · 2019 · 2020 · 2021 · 2022 · 2023 · 2024 · 2025 · 2026 
 Lijst van Formule 1 Grand Prix-wedstrijden